# Neuhütte (Bad Grund)
Neuhütte ist ein Ortsteil der Gemeinde Bad Grund (Harz) im Landkreis Göttingen. Verwaltungsmäßig gehört der Ortsteil zu Badenhausen, das zum 1. März 2013 nach Bad Grund (Harz) eingemeindet wurde.

## Lage
Neuhütte liegt am Westrand des Harzes. Die nächstgrößere Stadt ist Osterode am Harz.

## Geschichte
Mit der Umwandlung der Samtgemeinde Bad Grund (Harz) in eine Einheitsgemeinde wurde Neuhütte zum 1. März 2013 mit Oberhütte und Badenhausen ein eigenständiger Ortsteil der Gemeinde Bad Grund (Harz). Neuhütte ist nur noch durch den Namen der Straße Neuhütte in Badenhausen erkennbar.

## Ortsrat und Ortsbürgermeister
Auf kommunaler Ebene wird Neuhütte vom Ortsrat aus Badenhausen vertreten.